# FERT

Pequeño escudo de armas del Reino de Italia con el collar de la Santísima Anunciación con las siglas FERT.

FERT (a veces triplicado: FERT, FERT, FERT) es el lema de la Casa real de Saboya, que fue adoptado por el rey Víctor Amadeo II.
Apareció por primera vez en el collar de la Suprema Orden de la Santísima Anunciación (en italiano: Ordine Supremo della Santissima Annunziata), la primera orden dinástica del reino. Dejó de ser una orden nacional en 1946, cuando Italia se convertirte en república. Actualmente, la orden está permanentemente en jurisdicción del jefe de la Casa de Saboya y del Gran Maestre Hereditario.

## Origen y significado

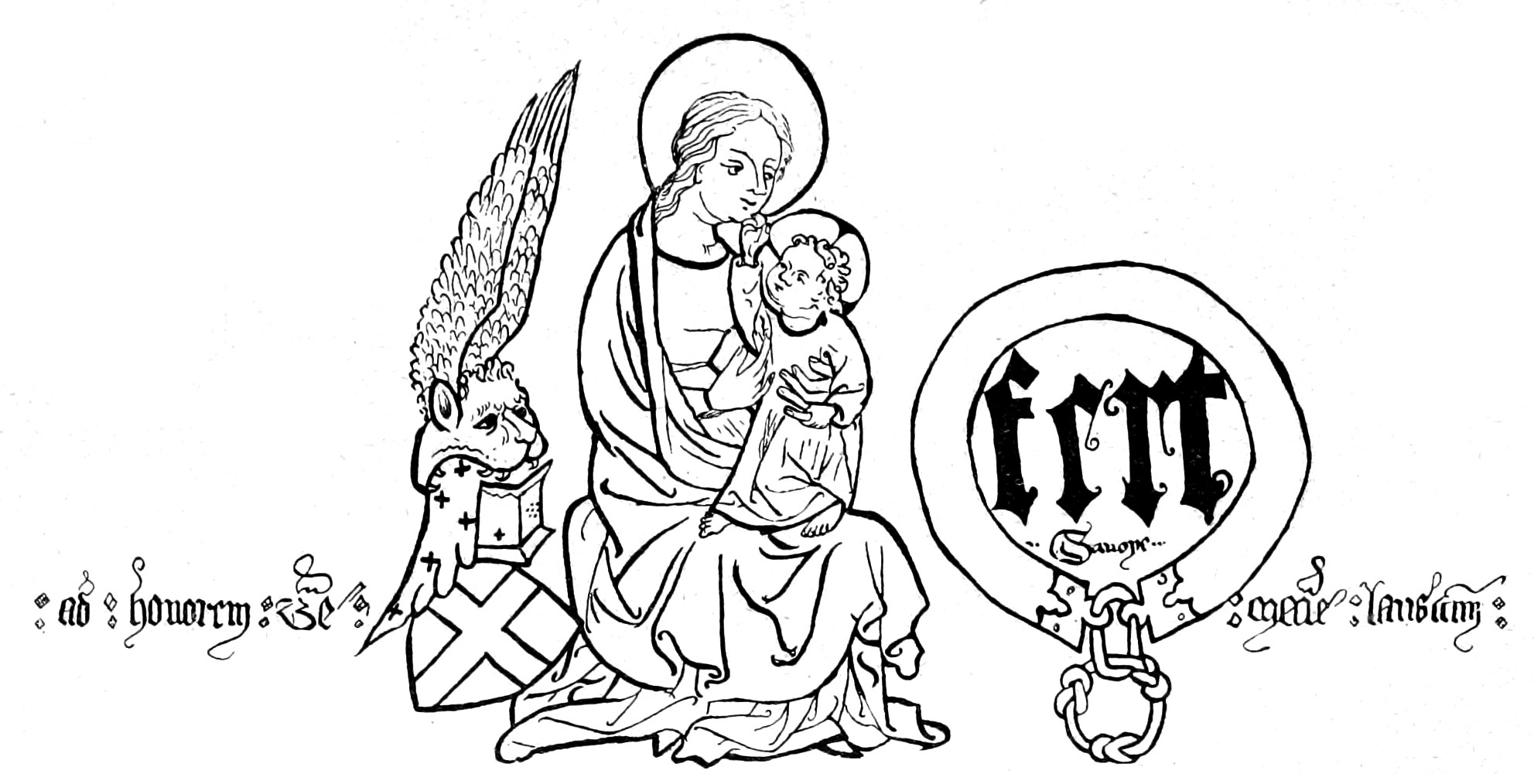
Primera representación conocida del collar con la sigla FERT (de un documento de 1382)

Este lema apareció por primera vez en 1364 en el collar de la Orden de la Anunciación, una orden de caballeros fundada por Amadeo VI de Saboya como un motivo de celebrar un torneo en Chambéry; Amadeo VI participó junto a los catorce caballeros, luciendo el collar descrito en las crónicas como «collar de galgo» con la leyenda FERT. Bajo el reinado de Carlos II de Saboya, la orden se convirtió en la Suprema Orden de la Santísima Anunciación, de carácter religioso y militar.
A lo largo de los años ha habido muchas interpretaciones de este tema —Amadeo VI, Carlos II y Víctor Amadeo II no han dejado ningún documento oficial que certifique el significado de esta sigla—. Según algunos estudios, habiendo perdido el significado original, ahora sería imposible rastrearlo.
Las interpretaciones más conocidas de esta sigla son:
- Fortitudo Eius Rhodum Tenuit (Su fuerza ha preservado a Rodas). Esta versión es relatada por el erudito del siglo XVI Francesco Tatti da Sansovino.
- Foedere Et Religione Tenemur (La paz y la religión nos mantienen unidos).
- Fides Est Regni Tutela (La fe es la protección del Reino).